# Mario Pretto
Mario Pretto (Schio, 7 ottobre 1915 – Campinas, 2 aprile 1984) è stato un calciatore e allenatore di calcio italiano, di ruolo terzino destro.

## Carriera

### Giocatore
Dopo aver mosso i primi passi nella società del suo paese natale, il Calcio Schio 1905, nel 1937 fu acquistato dal Napoli, dove militerà per tutta la carriera. Esordì in Serie A il 3 ottobre 1937 in Napoli-Milan (1-1). In 10 stagioni in maglia azzurra collezionò 223 presenze, di cui 178 in massima serie, 145 nel girone unico, andando a segno su calcio di rigore nella vittoria esterna sull'Alessandria dell'11 novembre 1945. 

### Allenatore
Inizia la carriera d'allenatore in Bolivia nel 1949 come allenatore del Litoral di La Paz. Nel 1950 guidò la spedizione della Nazionale boliviana ai Mondiali; nell'unica partita disputata - Turchia e Scozia, inserite nello stesso girone, si ritirarono dalla competizione - subì un pesante 8-0 per mano dei futuri campioni dell'Uruguay. Dal 1951 al 1954 allena la squadra cilena dell'Audax Italiano , successivamente il Caupolican e la Fiap di Tome; nel 1955 il binomio Mario Pretto allenatore, Luis Tirado direttore tecnico della Nazionale cilena vince il titolo di Vice Campione della Coppa America secondo solo all'Argentina del leggendario Labruna. Torna ad allenare l'Audax Italiano e successivamente si trasferisce in Brasile. Dopo aver allenato alcune squadre di prima divisione si ritira nel 1960.

### Altre attività
Nel 1948 partecipa assieme ad altri famosi giocatori come Carlo Parola ed Amedeo Amadei al film di Dapporto e Campanini "11 uomini e un pallone".